# Dragnäsbäck

Dragnäsbäck ( finska: Vetokannas ) är en stadsdel i Vasa, mellan Hemstrand och Brändö. Stadsdelen utvecklades på en landremsa som förbinder Brändö med fastlandet. Det är känt att namnets ursprung går tillbaka till den tid då fiskare och andra sjöfarare drog sina båtar över den smala näset för att undvika att runda Brändö.
I Vasa stads statistikområden hör Dragnäsbäck till Gerby storområde.
Dragnäsbäck kyrka ägd av Vasa Kyrkliga Stiftelsen, stod färdig 1961.
2013 hade Dragnäsbäck stadsdelen 1 547 invånare. 